# Umm Rusa Faukani
Umm Rusa Faukani (arab. أم روثة فوقاني) – wieś w Syrii, w muhafazie Aleppo, w dystrykcie Dżarabulus. W 2004 roku liczyła 1371 mieszkańców.